# Lech Szymańczyk
Lech Szymańczyk (Wola Młocka; 15 de Maio de 1949 — ) é um político da Polónia. Ele foi eleito para a Sejm em 25 de Setembro de 2005 com 7393 votos em 16 no distrito de Płock, candidato pelas listas do partido Samoobrona Rzeczpospolitej Polskiej.
Ele também foi membro da Sejm 1993-1997 e Sejm 1997-2001.